# بی‌گناهی مسلمانان
بی‌گناهی مسلمانان (به انگلیسی: Innocence of Muslims) که پیش‌تر جنگجویان صحرا و بی‌گناهی بن‌لادن نام داشت، نام یک فیلم کوتاه ضد اسلامی است. انتشار این فیلم در سال ۲۰۱۲ که نسبت به محمد بن عبدالله توهین‌آمیز است، اعتراضات ضد آمریکایی زیادی را برانگیخت. بخش‌های کوتاهی از این فیلم دو ساعته توسط یک مصری مقیم خارج از کشور با ترجمهٔ عربی در یوتیوب به مناسبت سالگرد حملات یازدهٔ سپتامبر منتشر شد. ۲ دقیقه گزینش شده از فیلم در تلویزیون الناس به تاریخ ۸ سپتامبر پخش شد.
ساخت و نمایش این فیلم موجب خشم و اعتراضات گروهی از مسلمانان در کشورهای عربی و اسلامی شده‌است. انتشار قسمت‌هایی از این فیلم در تلویزیون اسلامی الناس مصر سبب حمله به سفارتخانه و کنسولگری ایالات متحدهٔ آمریکا در مصر، لیبی و یمن شد و در پی آن، ۴ دیپلمات آمریکایی در کنسولگری ایالات متحده در بنغازی لیبی کشته شدند. در این حمله سفیر آمریکا، کریستوفر استیونز، با شلیک راکتی به سمت اقامتگاهش و خفگی در پی آتش‌سوزی، جان خود را از دست داد.

## داستان
فیلم با صحنه‌ای از حملهٔ مسلمانان تندروی مصری به یک داروخانهٔ قبطی آغاز شده و سپس داستان در صحرای عربستان و از جوانی پیامبر مسلمانان آغاز می‌گردد. در این فیلم محمد، به طرزی طنزگونه ترسیم شده‌است که گناهان بسیاری مرتکب می‌شود بر اساس گزارش دیلی تلگراف و اسکای نیوز در بی‌گناهی مسلمانان، محمد نماد شخصی منحرف، دزد و مست است که بچه‌خواهی و همجنس‌گرایی را مجاز می‌شمرد و صحنه‌هایی از همخوابگی او با زنان مختلف نشان داده می‌شود.

### تغییر در دیالوگ نسخهٔ نهایی
در گزارشی در لس‌آنجلس تایمز ادعا شده‌است که نقولا باسیلی نقولا در نسخهٔ منتشر شده بدون اطلاع دیگران فیلم را از نظر تمرکز کلی داستان و دوبله تغییر داده‌است.

## واکنش‌ها
من این مسئله را به وضوح مطرح کرده‌ام که دولت آمریکا هیچ ارتباطی با این فیلم ندارد و اعتقاد من بر این است که پیام این فیلم باید از طرف تمامی افرادی که به انسانیت احترام می‌گذارند، رد شود. انتشار این فیلم نه تنها توهینی به مسلمانان بلکه توهینی به آمریکا به‌شمار می‌آید. باراک اوباما 

مردم متوجه نیستند که در چنین موضوعی، دولت آمریکا هیچ نقشی نداشته‌است. کسی فیلمی ساخته و آن را روی وب‌سایت یوتیوب گذاشته‌است. البته که فیلمی بسیار توهین‌آمیز است، اما این اقدامات وحشیانه علیه آمریکایی‌ها یا سفارت‌خانه‌های آمریکا را توجیه نمی‌کند». 
مصطفی ابو شاقور، نخست‌وزیر لیبی.

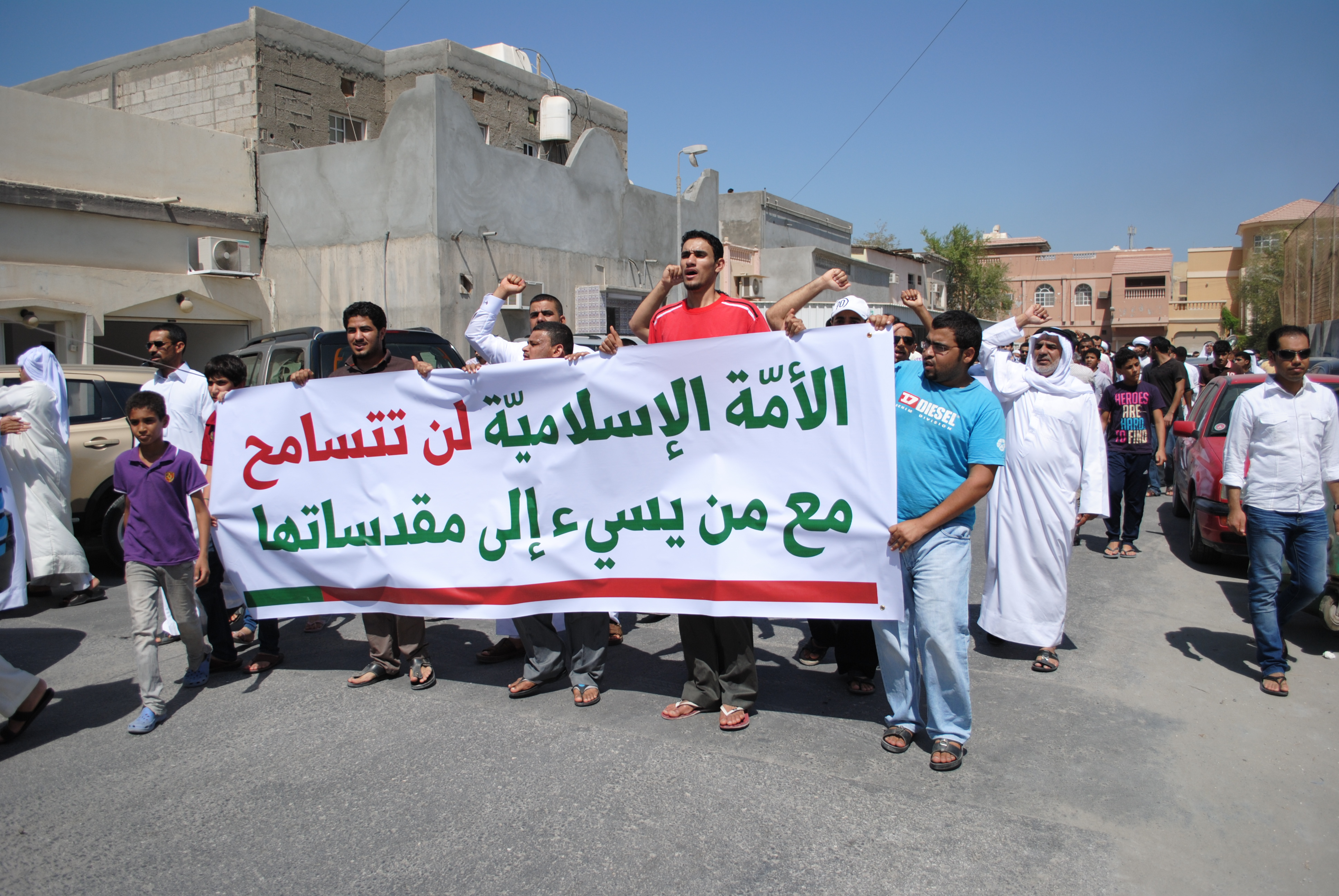
معترضان بحرینی به فیلم بی‌گناهی مسلمانان

شرکت گوگل که صاحب وبگاه یوتیوب است، با شدت گرفتن اعتراضات، دسترسی کاربران در کشورهای لیبی و مصر به تماشای فیلم بی‌گناهی مسلمانان در وبگاه یوتیوب را بلوکه کرد، اما ویدیوی یادشده را از سایت خود حذف نکرد.
پس از گذشت ۱۳ روز از انتشار این فیلم در سایت فیلتر شدهٔ یوتیوب، خرم‌آبادی دبیر کارگروه مصادیق محتوای مجرمانه اعلام کرد به دلیل درخواست‌های مکرر مردمی، سایت گوگل و جی‌میل در سراسر کشور ایران فیلتر می‌شوند.
اما پس از یک هفته یک عضو کارگروه تعیین مصادیق فیلترینگ وجود اشکال فنی را دلیل این عدم دسترسی عنوان کرد و گفت: جی میل ناخواسته قطع شده‌است و ما هیچ وقت نخواسته و نمی‌خواهیم که جی‌میل و سرویس‌های گوگل را فیلتر کنیم.
هیلاری کلینتن وزیر خارجه ایالات متحدهٔ آمریکا، فیلم  بی‌گناهی مسلمانان را «مشمئزکننده و شرم‌آور» خواند. وی تأکید کرد که هر نوع توهین به مذاهب، امری ناشایست است ولی خاطرنشان کرد که به دلیل سنت آزادی بیان در آمریکا٬ سازندگان آن را نمیتوان از طرف دولت٬ تحت تعقیب قضایی قرار داد. وی افزود که حمله به سفارت‌های آمریکا نوعی اشاعهٔ خشونت است که ارتباطی به حضور سازندگان فیلم در خاک آمریکا نمی‌تواند داشته باشد.
وزارت خارجهٔ آمریکا اقدام وزیر راه‌آهن پاکستان مبنی بر تعیین جایزهٔ ۱۰۰ هزار دلاری برای کشتن سازندهٔ فیلم را «فتنه‌انگیز و نامناسب» توصیف کرد.

## هویت تهیه‌کنندگان و بودجهٔ ساخت
در ابتدا رسانه‌ها از تهیه‌کننده و کارگردان این فیلم، با نام «سام باسیل» یاد می‌کردند، اما پس از چند روز معلوم شد که این نام، یک نام مستعار و ساختگی است. مقامات امنیتی ایالات متحده نام و هویت واقعی سازندهٔ فیلم را یک مسیحی قبطی پنجاه و پنج ساله با تبار مصری به نام نقولا باسیلی نقولا که دارای سابقهٔ محکومیت قضایی برای جرایم اقتصادی است، معرفی کرده‌اند.
فردی که در ابتدا خود را «سام باسیل» معرفی کرده بود، در مصاحبه‌ای با روزنامهٔ وال استریت ژورنال مدعی شده‌بود که «فیلم با کمک مالی بیش از ۱۰۰ یهودی با اعطای ۵ میلیون دلار و با شرکت ۶۰ هنرپیشه و ۴۵ نفر پشت صحنه در سه ماه ساخته شده‌است». به گفتهٔ بی‌بی‌سی فیلم از لحاظ کیفیت هنری و فنی در سطح پایینی است و هیچ شباهتی به فیلم‌های حرفه‌ای هالیوودی ندارد و می‌افزاید که بر خلاف آنچه قبلاً گزارش شده، فیلم‌ساز آن اسرائیلی نبوده است.
تام مروزک، سخنگوی دفتر دادگستری کالیفرنیا دستگیری سازندهٔ فیلم را تأیید کرد. به گفتهٔ وی، نقولا شروط آزادی خود را زیر پا گذاشته است. نقولا بیسلی نقولا که دو سال پیش از این دستگیر شد و به دو سال حبس محکوم شده بود، به شرط استفاده نکردن از اینترنت، بدون حضور مأمور ناظر بر آزادی‌اش و استفاده نکردن از نام مستعار از زندان آزاد شده بود. نقولا فیلم خود را در وبگاه یوتیوب بدون حضور مأمور قرار داده و از نام مستعار «سام بسیل» نیز استفاده کرده‌است.

### سیندی لی گارسیا
سیدنی لی گارسیا (به انگلیسی: Cindy Lee Garcia) اهل بکرزفیلد کالیفرنیا یکی از زنانی که در این فیلم ایفای نقش کرده‌است با بیان اینکه سازندگان فیلم وی را فریب داده‌اند، اعلام کرد نمی‌دانسته این فیلم به پیامبر مسلمانان اهانت می‌کند. وی در مصاحبه‌ای تلفنی با رویترز با بیان این مطلب گفت: در سال گذشته میلادی از وی خواسته شد تا در فیلمی با عنوان «مبارز صحرا» به ایفای نقش بپردازد. گارسیا همچنین مدعی شده که تصاویر به‌نمایش درآمده از این فیلم با بخش‌هایی که وی در هنگام ایفای نقش در آن‌ها حضور داشته تغییر کرده‌اند.
همچنین وی در مصاحبه با وبگاه کاگر مدعی شد که قرار بر این بوده که این فیلم یک فیلم داستانی تاریخی باشد که در خاورمیانه اتفاق می‌افتد.
مصاحبه با هالیوود ریپورتر
وی در مصاحبه با مجلهٔ هالیوود ریپورتر اذعان کرد از طریق مشاهده یک آگهی فراخوان بازیگر و دادن آزمون انتخابی، جذب این پروژه شده وی تأکید کرد که صدای وی در طول فیلم دوبله مجدد شده‌است و دیالوگ‌ها تغییر کرده‌اند. در طی نقش‌آفرینی وی از عبارت مستر جورج (به انگلیسی: Master George) برای نامیدن شخصی که دخترش به همسری وی درآمده بوده، استفاده می‌کرده ولی در صداگذاری مجدد این عبارت به محمد تغییر پیدا کرده بوده. وی ادعا کرد بعد از دیدن تصاویر حمله به سفارت آمریکا در لیبی، با باسیلی تماس گرفته و اظهار عصبانیت کرده که وی از بازیگر زن تقاضا کرده خود را معرفی و بی‌گناه بداند. باسیلی در جواب سؤال گارسیا در مورد انگیزهٔ ساخت این فیلم گفته که از حملهٔ مسلمانان تندرو به افراد بی‌گناه خسته شده‌است و اصالتاً اسرائیلی است. سیندی گارسیا دستمزد خود را در این پروژه ۵۰۰ دلار برای بازی در ۲٫۵ روز فیلمبرداری اعلام کرد.